# Книга благочестивых речений и добрых деяний нашего святого короля Людовика
«Книга благочестивых речений и добрых деяний нашего святого короля Людовика» (фр. Livre des saintes paroles et des bons faiz nostre roy saint Looys) — мемуарно-историческое произведение французского рыцаря Жана де Жуанвиля, написанное предположительно между 1305 и 1309 годами. Рассказывает о короле Франции Людовике IX Святом. Считается одним из наиболее значительных произведений исторической литературы Средних веков.

## Создание
Книга была написана по заказу Жанны Наваррской, внучатой племянницы Людовика Святого. Известно, что в год смерти Жанны (1305) Жуанвиль ещё не закончил работу. Скорее всего, книга создавалась между 1305 и 1309 годами, и, возможно, в силу преклонного возраста автора была им надиктована. Она снабжена посвящением сыну Жанны Наваррской, Людовику Сварливому, которому автор её преподнёс.
«Книга благочестивых речений» состоит из 149 глав, дополнительно поделённых на параграфы (всего 769). Первая часть книги посвящена благочестивым речениям Людовика Святого, истории его жизни и правления; особый акцент сделан на эпизоде болезни короля и на принятом им решении отправиться в крестовый поход (1244). Вторая часть рассказывает о заморских походах и носит более точный и детализированный характер (особенно интересна зарисовка о быте бедуинов).

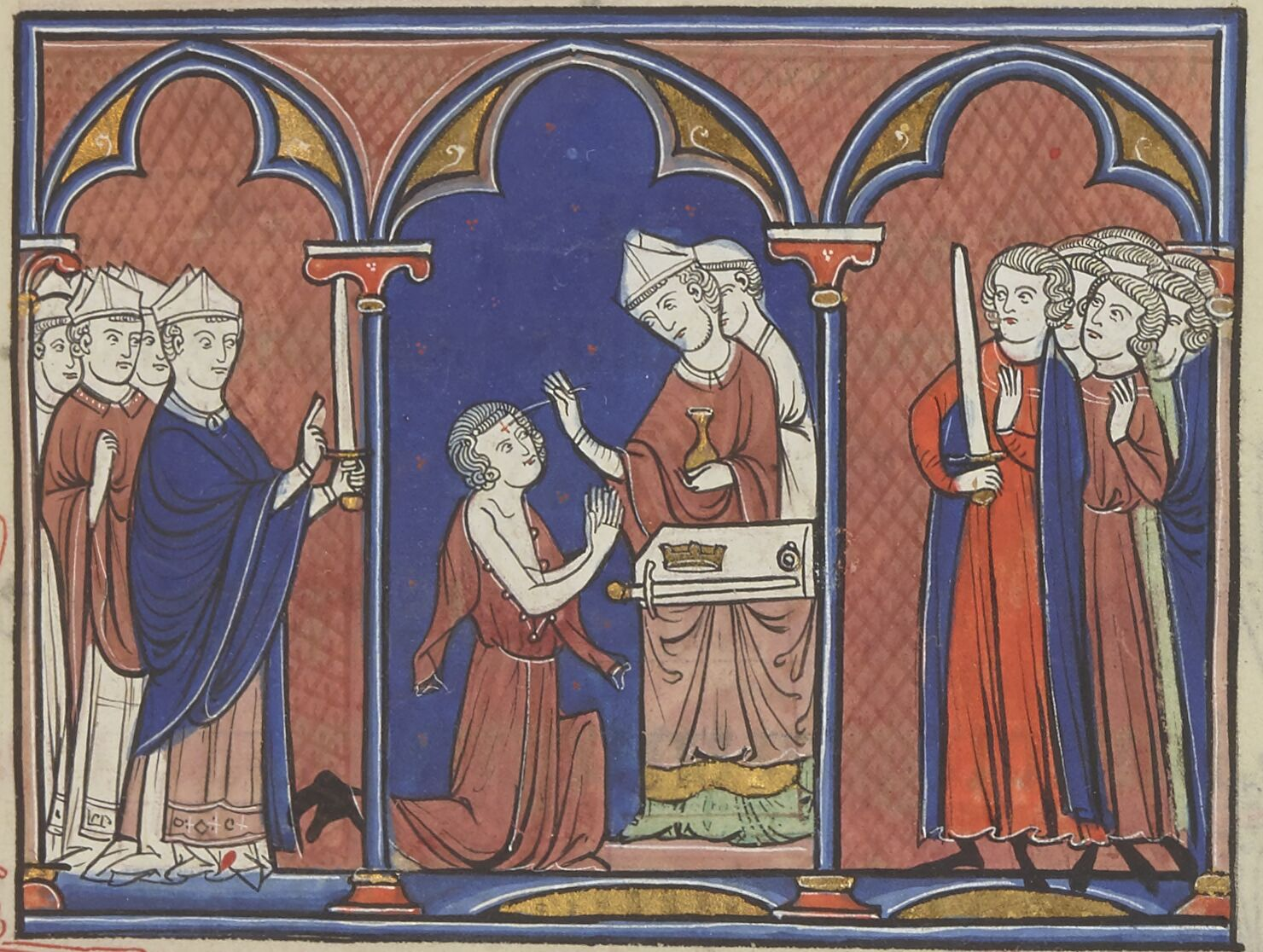
Помазание на царство Св. Людовика в Реймсе епископом Суассонским. Миниатюра XII в.

## Значение
Книга Жуанвиля не является бесстрастной хроникой событий. Ей недостаёт присущей Жоффруа де Виллардуэну строгости изложения, в тексте встречаются повторы, книга насыщена авторскими отступлениями и рассуждениями. Автор не скрывает своих идеологических и социально-политических предпочтений, последовательно отстаивая привилегии аристократии и открыто выражая своё презрение к городскому сословию. Параграфы с 119 по 666 напоминают мемуары, повествуют о событиях, в которых участвовал сам Жуанвиль (они не обязательно связаны с монархом). Сведения о кончине короля приведены со слов очевидца, Пьера Алансонского, одного из сыновей Людовика. Дальнейшее повествование, основным источником для которого послужили «Большие французские хроники» во французском переводе Примата из Сен-Дени, завершает рассказ о беатификации монарха в 1298 году и о сновидении, в котором усопший Святой Людовик явился Жуанвилю. Книга была написана в период, когда культ Святого Людовика уже вполне сложился; восьмидесятилетний Жуанвиль посчитал необходимым своим сочинением укрепить его.
Известно не менее пяти рукописей сочинения де Жуанвиля, хранящихся в Национальной библиотеке Франции (Париж), лишь одна из которых относится к XIV веку, остальные же являются довольно поздними (XVI—XVIII века). Впервые мемуары были напечатаны в 1547 году в Пуатье издателями Энгельбертом и Жаном Марнефом, в 1595 году переизданы в Женеве, в 1596 в Кёльне, а в 1617, 1666, 1667, 1668 и 1761 годах — в Париже. Академическая публикация была подготовлена в 1874 году французским историком-архивистом членом Академии надписей и изящной литературы Наталисом де Вайли для серии «Шедевры историков и писателей Средневековья» (фр. Les Chefs-d'oeuvre historiques et litteraires de Moyen Age).